# پسران منجومل
پسران منجومل (به انگلیسی: Manjummel Boys) یک فیلم هندی مالایایی زبان بقا هیجان‌انگیز به نویسندگی و کارگردانی چیدامبارام محصول ۲۰۲۴ است. این فیلم توسط سوبین شهیر، بابو شهیر و شاون آنتونی توسط شرکت پاراوا فیلمز تهیه شده است. در این فیلم یک گروه بازیگران که شامل سوبین شهیر، سرینات بهاسی، بالو وارگسه، گاناپاتی اس. پودووال، لال جونیور بازی می‌کنند. دیپاک پارامبول، ابهیرام راداکریشنان، آرون کوریان، خالد رحمان و شبین بنسون هستند. این بر اساس یک حادثه واقعی از سال ۲۰۰۶ است. این فیلم گروهی از دوستان را از شهر کوچکی به نام منجومل در نزدیکی کوچی دنبال می‌کند. که تصمیم می‌گیرند تعطیلات خود را در کدایکانال بگذرانند، که وقتی یکی از آنها در غارهای گونا گیر می‌افتد تحت تأثیر قرار می‌گیرد.
این فیلم در ۲۲ فوریه ۲۰۱۴ در کرالا و تامیل نادو در سینما اکران شد و مورد تحسین منتقدان قرار گرفت. این اولین فیلم در صنعت فیلم مالایی بیش از ۲۰۰ کرور به دست آورد و چندین رکورد در باکس آفیس ثبت کرد و تبدیل به پرفروش‌ترین فیلم مالایایی تا کنون شد و رکوردی را پشت سر گذاشت. و یکی از پردرآمدترین فیلم‌های در سال ۲۰۲۴ درآمد.

## طرح
۲۰۰۶ گروهی از دوستان از یک باشگاه هنری در کوچی برای سفر به کدایکانال در ایالت همسایه تامیل نادو، در طول اونام تعطیلات آنها کودایکانال را کاوش می‌کنند و قبل از رفتن، یکی از دوستان دربارهٔ غارهای گونا می‌گوید، جایی که فیلم گونا فیلمبرداری شده است. دوستان سرخورده، بلند و خوشحال به غارهای گونا می‌رسند و علیرغم هشدار دومینیک، یک راهنمای توریستی، تصمیم می‌گیرند خودشان مناطق ممنوعه غارها را کشف کنند. اگرچه نشانه‌هایی از یک خطر در کمین وجود دارد، دوستان بیشتر کاوش می‌کنند. پس از رسیدن به نقطه ای، چند نفر از دوستان تصمیم می‌گیرند نام گروه خود پسران منجومل را روی صخره‌های داخل غار حک کنند.
پس از حک کردن آن بر روی دیوار، دوستان صدا می‌زنند تا به بچه‌های باقی مانده که در طرف‌های دیگر در حال کاوش هستند نشان دهند تا عکس بگیرند و همه آنها دوباره جمع می‌شوند. ساب هاش، یکی از دوستان، در حالی که به سمت آنها حرکت می‌کند، در یک سوراخ سرپوشیده در زمین می‌افتد. در ابتدا همه تصور می‌کنند که او یک شوخی می‌کند، اما از آنجایی که حتی پس از چندین بار صدا زدن به او پاسخ نمی‌دهد، همه آنها شروع به وحشت می‌کنند. پس از شوک اولیه، چند نفر از آنها برای دریافت کمک به عقب می‌دوند و برخی دیگر عقب می‌مانند و به امید پاسخ دادن به او ادامه می‌دهند. آن‌ها به اهالی محل از اتفاقی که افتاده اطلاع می‌دهند و از آنها کمک می‌خواهند و همگی پیشنهاد می‌کنند به کلانتری و نگهبان جنگل بروید.
مردم محلی همچنین به آنها اطلاع می‌دهند که منطقه خاص به دلیلی برای مردم ممنوع بوده و تاکنون ۱۳ نفر در آن چاله سقوط کرده‌اند و هیچ‌یک، مرده یا زنده، پیدا نشده‌اند. آنها اشاره می‌کنند که بریتانیا به همین دلیل غارهای گونا را به عنوان آشپزخانه شیطان نامیده بودند و عمق این حفره بیش از ۹۰۰ فوت است. دوستان با ترس بیشتر به ایستگاه پلیس محلی می‌رسند و در آنجا مورد ضرب و شتم قرار می‌گیرند. پلیس یک اولین گزارش اطلاعات علیه آنها به دلیل ورود به یک منطقه ممنوعه تشکیل می‌دهد. آنها همچنین متهم به قتل سوبهاش و ارائه شکایت‌های دروغین هستند و هیچ کمکی ارائه نمی‌شود. در همین حین، بارانی شروع می‌شود که شروع به سیل در چاله می‌کند.
سرانجام یکی از افسران پلیس پس از متقاعد شدن و ترس از واکنش مردم محلی به دلیل عدم کمک به آنها، موافقت می‌کند که با آنها به غار برود. در راه به آنها اطلاع می‌دهد که آخرین نفری که در چاله افتاد برادرزاده سابق وزیر مرکزی حدود ده سال پیش بود و همه نیروهای دور هم جمع شده بودند. تا او را نجات دهند، اما هیچ‌کس نتوانسته بود. افسر پلیس پس از بازرسی سوراخ، به آنها پیشنهاد می‌کند که سابهاش را ترک کنند زیرا احتمالاً او دیگر زنده نیست، اما دوستان برای نجات او قاطعانه هستند. اما به زودی یکی از پسرها با شنیدن گریه‌های سوباش به بقیه اطلاع می‌دهد که او زنده است و پلیس نیز متقاعد می‌شود که سعی کند او را نجات دهد. آنها تخمین می‌زنند که ساب هاش در عمق حدود ۱۲۰ فوتی سقوط کرده است. آنها سعی می‌کنند یک طناب را پایین بیاورند تا سابهاش آن را نگه دارد، اما شک دارند که او ممکن است پس از سقوط عمیق در موقعیتی نباشد که طناب را نگه دارد.
آتش‌نشانی و افسران پلیس بیشتری نیز به صحنه فراخوانده می‌شوند، اما آنها می‌ترسند برای بازیابی او به داخل سوراخ بروند. با دیدن این موضوع، یکی از دوستان، سیجو دیوید، تصمیم می‌گیرد پایین برود. افسران پلیس ابتدا تمایلی ندارند اما در نهایت پس از متقاعد شدن توسط دوستان و اهالی محل موافقت می‌کنند. سیجو به داخل سوراخ پایین می‌آید، اما در طول مسیر، طنابی که سیجو با آن پایین می‌آید تمام می‌شود و پلیس نگران است که پایین‌تر رفتن امن نیست زیرا ممکن است سطح اکسیژن پایین، و آنها حاضر نیستند جان سیجو را نیز به خطر بیندازند. با این حال، سیجو بیان می‌کند که صدای سوباش را به وضوح می‌شنود و نمی‌تواند او را آنجا رها کند. پلیس ترتیب طناب بیشتری را می‌دهد و سیجو را بیشتر پایین می‌کشد. در ارتفاع ۱۲۰ فوتی، سیجو قادر است سوباش را ببیند که به سختی روی یک طاقچه غرق در خون و آب گل آلود به دلیل باران دراز کشیده است.
سیجو می‌تواند او را بازیابی کند و بقیه دوستان با موفقیت آنها را جمع کنند. آنها پس از دریافت کمک‌های اولیه از نزدیکترین درمانگاه، سوباش را به بیمارستان زادگاه خود می‌برند و در آنجا سوباش تحت درمان کامل تری قرار می‌گیرد. آنها تصمیم می‌گیرند ماجرا را به کسی نگفته و به خانواده سوباش می‌گویند که او در آبشار افتاده است. سوباش در اثر زمین‌خوردن دچار تروما می‌شود و در ابتدا نمی‌تواند بخوابد، اما پس از رفتن به تروما درمانی به آرامی شروع به بهبودی می‌کند. بعداً از شخصی که به تامیل نادو رفته بود، خبر نجات سابهاش توسط سیجو منتشر می‌شود و سیجو به خاطر شجاعت او مورد تشویق قرار می‌گیرد. دو سال بعد به او یک جوان راکشا پاداک اعطا شد که همراه با عکس‌ها و داستان پسران منجومل واقعی در تیتراژ نمایش داده می‌شود.